# Barbara den Uyl
Barbara Elisabeth den Uyl, detta Barbara (Amsterdam, 1949), è una regista olandese.

## Biografia
Den Uyl è figlia del politico Joop den Uyl e Liesbeth den Uyl-van Vessem. Frequentò la scuola superiore e studiò lingua e letteratura olandese. Inoltre, prese lezioni di regia e recitazione presso l'accademia teatrale.

## Carriera
Inizialmente lavorò come insegnante, ma dopo sei anni si unì al collettivo cinematografico di sinistra Amsterdams Stadsjournaal. In un primo momento fu sceneggiatrice, assistente di produzione e regista. In seguito realizzò i suoi film.
Den Uyl è diventata nota a livello nazionale con il suo film In naam der wet (1991), incentrato sulla morte dell'occupante abusivo Hans Kok, che gli ha permesso di ricevere il premio cinematografico Golden Calf.

## Filmografia
- De klimop rouwt nog steeds (2007)
- Marokko Swingt (2004)
- Engelen der liefde (2002)
- Onbemiddelbaar (2002)
- Portretten (2000)
- Klein voor altijd (1999)
- Asbest, the Silent Killer (1996)
- Met een zoen van de leraar (1994)
- Poco Mosso (1993)
- In naam der wet (1991)
- Dagboek van het vergeten (1989)
- Onder het plaveisel (1987)
- Waar de ratten koning zijn (1985)
- Hoeveel uur ging u naar school? (1983)
- Chaos in de rechtsstaat (1981)